# Маршал (окръг, Айова)
Вижте пояснителната страница за други значения на Маршал.
Окръг Маршал (на английски: Marshall County) е окръг в щата Айова, Съединени американски щати. Площта му е 1484 km², а населението - 39 311 души (2000). Административен център е град Маршалтаун.